# Soul Fighter
Soul Fighter är ett beat 'em up-spel utvecklat av Toka och publicerat av Red Orb Entertainment för Sega Dreamcast 1999.